# 島谷弘幸
島谷 弘幸（しまたに ひろゆき、1953年（昭和28年）11月26日- ）は、日本の古美術研究者、文化人である。九州国立博物館館長を務めた後、国立文化財機構理事長。岡山県高梁市出身。

## 経歴

### 生い立ち
1953年（昭和28年）岡山県高梁市に生まれる。地元の岡山県立高梁高等学校へ進学し、1972年（昭和47年）に同校を卒業する。同年東京教育大学（現・筑波大学）教育学部芸術学科に入学。古筆学を専攻し、小松茂美に師事した。1976年に同大学卒業を経て、1979年、山梨英和短期大学講師となり、1984年（昭和59年）に東京国立博物館学芸部美術課書跡室研究員となった。

### 古美術研究者として

#### 博物館の学芸員時代
1994年（平成6年）41歳の時に学芸部美術課書跡室長となり、その後、2001年に学芸部資料課長へ昇進した。2003年、50歳のときに文化財部展示課長となり、2007年、文化財部長、2008年、学芸研究部長。2011年から東京国立博物館の副館長となった。この間、芸術に関する12個の論文を発表した。その多くが、島谷自身が大学時代に研究していた古筆に関するものである。
その後、2015年（平成27年）に九州国立博物館館長に就任した。これが縁となり、2017年から2020年まで、佐賀県書道展の審査委員長を務めた。九州国立博物館の館長時代には、相田みつをに関する講演で、相田みつをの書の魅力として、具体的には、線質や文字の配置、余白の使い方といった特徴を探り、さらに書の歴史や戦争に関連する作品にも触れている。みつをの字は一見単純に見えるかもしれないが、伝統的な書を学び、基礎と美意識に基づいた書であると述べている。加えて、昭和以降の書壇では新しい書が生まれ、みつをもその一環として評価されており、同時代の活躍した書家として金子鷗亭や井上有一も紹介し、みつをの魅力を伝えている。
また、島谷が思う書の楽しみ方として、次のようにアドバイスしている。書の魅力は空間構成や全体の調和、線質、字形などにあり、好きな書を見つける楽しみが広がる。みつをの作品は言葉自体が魅力的で、書としても優れ、何度も楽しめる。自分の部屋に飾りたい作品や一番好きなものを選ぶことで、書展をもっと楽しめると思う。美術展は心を豊かにし、生きる活力を与えてくれる。すべての作品を理解する必要はなく、気になる作品をじっくり楽しむことを勧めたい。自分の感性を大切にし、心に響く作品を探してほしいと述べている。

#### 国立文化財機構理事長へ就任
2019年（平成31年）1月には、第77回山陽新聞賞文化功労部門を受賞している。2021年（令和3年）4月よりこれまでの業績が認められ、国立文化財機構の第3代理事長に就任。また、2023年（令和5年）より皇居三の丸尚蔵館の運営館長にも就任している。

## 著作

### 単著
- 『古筆学拾穂抄』木耳社、1997年。

### 編纂
- 『料紙と書 : 東アジア書道史の世界〈論文篇〉』思文閣出版、2014年、269-285頁。

### 科学研究費（KAKEN）
研究代表者になっているもの。
- “在外日本美術の保存修復技法の比較調査と国際的な保存活用に向けて”.  KAKEN. 2025年6月16日閲覧。
- “在欧日本仏教美術の包括的調査・デジタル化とそれに基づくジャポニズムの総合研究”.   KAKEN. 2025年6月16日閲覧。
- “東アジアの書道史における料紙と書風に関する総合的研究”.   KAKEN. 2025年6月16日閲覧。

### CiNii
- CiNii 島谷弘幸